# چری ولی (کالیفرنیا)
چری ولی (به انگلیسی: Cherry Valley) یک منطقهٔ مسکونی در ایالات متحده آمریکا است که در شهرستان ریورساید، کالیفرنیا واقع شده‌است. چری ولی ۲۰٫۹۴۴ کیلومتر مربع مساحت و ۶٬۳۶۲ نفر جمعیت دارد و ۸۶۰ متر بالاتر از سطح دریا واقع شده‌است.